# Bloody Sunday (film)
Bloody Sunday is een Brits-Iers historisch oorlogsdrama uit 2002 dat zowel werd geschreven als geregisseerd door Paul Greengrass. De film reconstrueert in documentairestijl de gebeurtenissen rond Bloody Sunday uit 1972, toen het Britse leger tijdens een demonstratie in het Noord-Ierse Londonderry veertien burgers doodschoot.
Bloody Sunday won meer dan vijftien internationale filmprijzen, waaronder een BAFTA Award voor beste fotografie, de Gouden Beer (ex aequo) van het internationaal filmfestival van Berlijn 2002, British Independent Film Awards voor beste regie en beste acteur (James Nesbitt), een National Board of Review Award voor de vrijheid van meningsuiting en de publieksprijs van het Sundance Film Festival 2002.

## Verhaal
De film speelt vanuit het oogpunt van vier personen: Door de ogen van Ivan Cooper (James Nesbitt), leider van de burgerrechtenbeweging, door de ogen van Gerald Donaghy (Declan Duddy), een jonge man van zeventien die werd doodgeschoten op Bloody Sunday, door de ogen van de generaal die de operatie leidt en een Britse paratrooper die het eigenlijk niet eens is met wat de Britten doen.

## Achtergrond
Het was de bedoeling van regisseur Greengrass om zo dicht mogelijk bij de gebeurtenissen van Bloody Sunday te blijven. In de film zijn daarom mensen met verschillende achtergronden betrokken. Het merendeel van de personen in de film zijn geen acteurs, maar mensen uit Derry, de stad waar Bloody Sunday destijds plaatsvond. Zo is de acteur die Donaghy speelt familie van een van de vermoorde Ieren. De meeste soldaten die in de film spelen zijn echte soldaten van het Britse leger die in de straten van Derry gediend hebben.